# Walter Burgwyn Jones
Walter Burgwyn Jones (ur. 16 października 1888, zm. 1 sierpnia 1963) – amerykański prawnik i sędzia z Alabamy.

## Życiorys
Jones w latach 1919–1920 był członkiem stanowej legislatury, potem był sędzią sądu federalnego do roku 1935, a następnie (1935-1963) jego prezesem.
Podczas wyborów prezydenckich roku 1956 w Alabamie wygrali kandydaci Partii Demokratycznej (której członkiem był i sam Jones) Adlai Ewing Stevenson II i Estes Kefauver, zdobywając 10 głosów elektorskich tego stanu, poza jednym, który nieposłuszny elektor W.F. Turner oddał na Jonesa, jako kandydata na prezydenta i Hermana Talmadge’a, byłego gubernatora Georgii, jako kandydata na wiceprezydenta USA.